# Ephraim Flint
Ephraim Flint (* 10. März 1819 in Baldwin, Maine; † 17. Juni 1894 in Dover, Maine) war ein US-amerikanischer Anwalt und Politiker, der 1864 bis 1867 Secretary of State von Maine war.

## Leben
Ephraim Flint wurde als Sohn von Ephraim Flint (1782–1865) und Phoebe Thompson (1789–1865) in Baldwin geboren.
Flint studierte an der Norwich University und machte dort im Jahr 1841 seinen Abschluss. Anschließend studierte er in Portland und an der Harvard Law School Rechtswissenschaft. Seine Zulassung zum Anwalt erhielt er im Jahr 1843.
Als Mitglied der Republikanischen Partei war er von 1864 bis 1867 Secretary of State von Maine.
Er heiratete 1844 Laura Maria Riley (1822–1899). Das Paar hatte fünf Kinder. Ephraim Flint starb am 17. Juni 1894 im Alter von 75 Jahren in Dover, Maine. Sein Grab befindet sich auf dem Dover Cemetery in Dover-Foxcroft, Maine.